# ديفريم إيفين
ديفريم إيفين (بالتركية: Devrim Evin)‏ هو ممثل تركي، ولد في 11 ديسمبر 1978 في تركيا.

## أعمال

### مسلسلات
- مسلسل بربروسا: سيف البحر الأبيض المتوسط بدور أنطوان

- مسلسل فاتح القدس صلاح الدين الأيوبي بدور الملك عموري الأول

### أفلام
- (2012) فتح 1453[1]

## وصلات خارجية
- ديفريم إيفين على موقع IMDb (الإنجليزية)